# Migecio
Migecio fue un hereje español del siglo VIII que debió de encontrarse en Andalucía cuando propagó sus ideas heterodoxas, ya que solo allí se hallan referencias a los Migecianos. Tal vez fuera sevillano, ya que Elipando le llama "hispalitano".
Migecio proponía como explicación de la Trinidad cristiana, que David era la primera persona, pues de él desciende Jesucristo (secundum carnem), y el mismo David dijo: Eructavit cor deum Verbum Bonum, lo que era interpretado por Migecio como que el verbo era consustancial al Padre. Del Espíritu Santo afirmaba que era San Pablo, pues el apóstol fue el maestro de los gentiles, y Jesucristo había anunciado al Espíritu como el que habría de enseñar a los que creían en Él. Reducía la Iglesia a la comunidad cristiana de Roma, porque era la que estaba fundada sobre el apóstol San Pedro, sobre quien debía estar fundada la verdadera Iglesia según Jesucristo, y así afirmaba que sólo aquella Iglesia era la nueva Jerusalén que San Juan vio bajar del cielo.
Rareza, más que herejía, era el dicho de Migecio de que los sacerdotes no se pueden llamar pecadores pues, si lo son, deben ser depuestos, y si no, mienten.